# 記憶にございません!
『記憶にございません!』（きおくにございません!、英題：Hit me Anyone One More Time）は、2019年9月13日に公開された日本映画。脚本・監督は三谷幸喜、主演は中井貴一。フジテレビ開局60周年記念作品。

## あらすじ
ある時、男は東京都内の病院のベッドで目覚めたのだが、あろうことか事の一切の記憶を失っていた。
こっそり病院を抜け出し、テレビを観た瞬間、そこに自分が映っていることに気づく。演説の最中、傍聴していた一般人から投石を受けてしまい、病院に直行する自分がこの国の内閣総理大臣・黒田啓介であることに衝撃を受ける。しかも、国会における討論での暴言等が原因で相当な「嫌われ者の総理大臣」であるというさらなる衝撃が待っていた。
記憶喪失になってしまった黒田は秘書官を名乗る者たちに「お迎えにあがりました、総理」と言われ総理大臣官邸に連れ戻され、自分が記憶喪失の状態にあることはトップシークレット、すなわち最高機密であると告げられる。
国会議員になってから現在に至るまでの一切の記憶を失ってしまったが故に、黒田は自分が進めていたであろう政策や国会議事堂の場所、果ては自分の家族である妻や子供の名前すら思い出せなくなっていた。しかも最愛の妻は他の男といい関係（不倫）にあるらしく、一人息子もあらぬ方向に進んでしまっているような雰囲気を漂わせている。そんな混乱の最中になんとアメリカ合衆国大統領が来日し、日米首脳会談に臨むことになる。周囲の人間全員を巻き込んで、黒田の一発逆転のドラマが始まる。

## キャスト
黒田啓介
演 - 中井貴一
第127代内閣総理大臣。傲岸不遜な態度をとり、国会答弁で度重なる暴言や失言などを行った結果、憲政史上最悪となる内閣支持率2.3%を記録していた。しかし、演説中に一般人からの投石を受けて、少年期以降の記憶を失う。どうすればいいのか分からないからか敬語や丁寧語で話すこともある。
井坂
演 - ディーン・フジオカ
首相秘書官。啓介の記憶喪失を国家最高機密として扱い、記憶を失っている啓介を補佐する。
黒田聡子
演 - 石田ゆり子
啓介の妻。夫の秘書官である井坂と不倫をしているとの噂がある。
番場のぞみ
演 - 小池栄子
事務秘書官。首相秘書官の井坂とともに啓介を支える。
寿賀さん
演 - 斉藤由貴
首相官邸料理人。何事にもマイペース。
山西あかね
演 - 吉田羊
野党第二党・困民党の党首。啓介とは初当選同期であり、かつては同じ党に所属していた。
大関平太郎
演 - 田中圭
職務熱心な警察官。かつてはセキュリティポリスになることが夢だった。うろついていた啓介と出会った際にセキュリティポリスに任命することを約束され、後にこの約束が果たされた。
南条実
演 - 寺島進
現役の中年大工。啓介に投石し、記憶喪失を招いた実行犯。
黒田篤彦
演 - 濱田龍臣
啓介の一人息子。悪徳総理大臣になった嫌われ者の父に呆れている。深夜に警察に補導されるなどの問題行動を起こしている。
夜のニュースキャスター（近藤ボニータ）
演 - 有働由美子
ニュースキャスター。啓介のあらゆる行動を、徹底的にこき下ろす。
小野田治
演 - 梶原善
小野田建設社長。啓介の小学校からの幼なじみ。口臭が酷い。
古賀
演 - 藤本隆宏
SP。常に啓介を護衛するが、悪徳政治家である啓介には失望している。
野々宮万作
演 - 迫田孝也
秘書官補。井坂、番場とともに、啓介が記憶喪失であることを知りながら、彼を支える数少ないひとり。
鰐淵影虎
演 - ROLLY
衆議院議員。聡子の兄で、啓介の義兄。実父は総理大臣だったが、父が後継として、自身ではなく啓介を指名したことに複雑な思いを持つ。ギターの演奏を得意としている。
八代
演 - 後藤淳平（ジャルジャル）
鶴丸官房長官の秘書官。父親は、八百屋を営んでいる。
ジェット・和田
演 - 宮澤エマ
ナリカワ米国大統領に同行する通訳。
桜塚
演 - 市川男女蔵
厚生労働大臣。国会を休んでフィリピンパブに行ってしまう。
森崎
演 - 小林隆
財務大臣。スーツもモーニングも半ズボン。
牛尾
演 - 飯尾和樹（ずん）
外務大臣。異常なまでに大きな福耳を持つ。
戸波
演 - 小澤雄太（劇団EXILE）
啓介の記憶喪失を診断した脳外科医。
定食屋の店長
演 - 阿南健治
定食屋の店主。啓介を嫌っている。
中年のサラリーマン
演 - 近藤芳正
通りすがり。啓介を嫌っている。
高級レストラン店長
演 - 栗原英雄
啓介行きつけの高級レストラン店長。
スナイパー
演 - 川平慈英
ドラマ「女西郷」主演女優
演 - 天海祐希
さまざまな声
声 - 山寺宏一
ミスしらたき
演 - 久慈暁子（当時フジテレビアナウンサー）
スーザン・セントジェームス・ナリカワ
演 - 木村佳乃
米国初の日系女性大統領。
柳友一郎
演 - 山口崇
元小学校教師。啓介の恩師であり、悪徳政治家である彼のことを「あれはあれでよかった」と評す。専門は社会科で、記憶を失った啓介に政治の基本をレクチャーする。
鶴丸大悟
演 - 草刈正雄
内閣官房長官。国民人気が高く、過去10年間、総理大臣は5回変わったが、官房長官を一貫して務め続けている。これにより「影の総理」とも称されている。日本ゴルフ協会の名誉会長でもある。
古郡祐
演 - 佐藤浩市
フリーライター。裏社会に通じている。今は金で動き、ゆすりたかりも行うが、元は情熱に燃える政治記者だった。

## スタッフ
- 脚本と監督 - 三谷幸喜
- 製作 - 石原隆、市川南
- プロデューサー - 前田久閑、和田倉和利
- ラインプロデューサー - 森賢正
- 共同プロデューサー - 岡田翔太
- 撮影 - 山本英夫（J.S.C.）
- 照明 - 小野晃
- 録音 - 瀬川徹夫
- 美術 - 棈木陽次
- 音楽 - 荻野清子
- 衣裳デザイン - 宇都宮いく子
- 装飾 - 野本隆行
- 編集 - 上野聡一（J.S.E.）
- スクリプター - 山縣有希子
- 音響効果 - 倉橋静男
- VFXスーパーバイザー - 田中貴志
- カラーグレーダー - 齋藤精二
- テクニカルプロデューサー - 大屋哲男
- 美術進行 - 杉山貴直
- キャスティング - 杉野剛
- 助監督 - 成瀬朋一
- 製作担当 - 斉藤大和、鍋島章浩
- 配給 - 東宝
- 制作プロダクション - シネバザール
- 製作 - フジテレビジョン、東宝

## 公開後
- 2019年9月13日に公開され、土日2日間（9月14日～9月15日）の全国映画動員ランキングで1位を獲得[6]。土日2日間（9月21日～9月22日）の全国映画動員ランキングで1位を獲得[7]。

|                              | 動員数 （万人） | 動員数 （万人） | 動員数 （万人） | 興行収入 （億円） | 興行収入 （億円） | 備考 |
| 週末                         | 週末            | 累計            | 週末            | 累計              |                   | 備考 |
| ---------------------------- | --------------- | --------------- | --------------- | ----------------- | ----------------- | ---- |
| 1週目の週末 (9月14日・15日)  | 1位             |                 |                 |                   |                   |      |
| 2週目の週末 (9月21日・22日)  | 1位             |                 |                 |                   |                   |      |
| 3週目の週末 (9月28日・29日)  | 1位             |                 |                 |                   |                   |      |
| 4週目の週末 (10月5日・6日)   | 2位             |                 |                 |                   |                   |      |
| 5週目の週末 (10月12日・13日) | 3位             |                 |                 |                   |                   |      |
| 6週目の週末 (10月19日・20日) | 6位             |                 |                 |                   |                   |      |
| 7週目の週末 (10月26日・27日) | 9位             |                 |                 |                   |                   |      |

## ホームメディア

### Blu-ray＆DVD
ポニーキャニオンよりDISCの販売が行われている。
- 『記憶にございません!』Blu-ray スペシャル・エディション 発売日：2020年4月29日 品番:PCXC.50153
- 『記憶にございません!』Blu-ray スタンダード・エディション 発売日：2020年4月29日 品番:PCXC.50154
- 『記憶にございません!』DVD スペシャル・エディション 発売日：2020年4月29日 品番:PCBC.52728
- 『記憶にございません!』DVD スタンダード・エディション 発売日：2020年4月29日 品番:PCBC.52729

### 動画配信サービス
- 記憶にございません！　邦画2 U-NEXT
- 記憶にございません！（邦画 / 2019）Amazonプライム

## 受賞歴
- 第43回日本アカデミー賞[9]
  - 優秀主演男優賞（中井貴一）[10]
  - 優秀脚本賞（三谷幸喜）
- 第44回報知映画賞 主演男優賞（中井貴一）[11]
- 第62回ブルーリボン賞 主演男優賞（中井貴一）[12]

## 備考
- 題名はロッキード事件で証人喚問を受けた小佐野賢治が、喚問に対して連発した回答としても知られる。当時は流行語にまでなった。
- 本作で登場する架空の人物である黒田啓介は第127代内閣総理大臣だが、公開時（第4次安倍第2次改造内閣）の実際の内閣総理大臣安倍晋三（衆議院議員、自由民主党総裁）は第98代にあたる（第90、96・97代も歴任）。
- 日本の憲政史上で実在した歴代内閣総理大臣の中で同姓人物の黒田清隆（第2代内閣総理大臣、黒田内閣）、同名人物の岡田啓介（第31代内閣総理大臣、岡田内閣）がいる。
- 米国大統領通訳ジェット・和田を演じた宮澤エマは日米のハーフであり、父にアメリカ人で元駐日米国代理大使クリストファー・ラフルアーを、母方の祖父に第78代内閣総理大臣宮澤喜一（宮澤内閣、宮澤改造内閣）を持ち、本作キャストの中で、実在した首相経験者の唯一の近縁者である。
- 黒田の小学校時代の作文は、三谷作・演出の舞台『出口なし！』（1994年上演）で野村東馬が語った台詞と同一である。

## テレビ放送
視聴率はビデオリサーチ調べ、関東地区・平均世帯（下段は平均個人）・リアルタイム。
| 回 | 放送日        | 放送時間（JST）   | 放送局     | 放送枠         | 視聴率       | 備考                       | 出典   |
| -- | ------------- | ----------------- | ---------- | -------------- | ------------ | -------------------------- | ------ |
| 1  | 2021年1月9日  | 土曜21:00 - 23:40 | フジテレビ | 土曜プレミアム | 12.1% (7.3%) | 地上波初放送               | [ 13 ] |
| ２ | 2024年9月14日 | 土曜21:00 - 23:30 | フジテレビ | 土曜プレミアム | 08.1% (5.0%) | スオミの話をしよう公開記念 |        |

## ミュージカル
2024年8月から12月にかけてミュージカル「記憶にございません!」を宝塚歌劇団・星組で上演。主演は礼真琴、舞空瞳。潤色・上演台本・演出は石田昌也。